# Max Born
Max Born, nemški matematik in fizik, * 11. december 1882, (Breslau), Nemčija), † 5. januar 1970, Göttingen, Nemčija.

## Življenje in delo
Max Born je bil edini sin Gustava Borna in Margarete Kauffmann. Po materini strani je bil tudi stari oče pevke in filmske igralke Olivie Newton-John.
Končal je gimnazijo Kralja Wilhelma. Študiral je na univerzah v Wroclawu, Heidelbergu in Zürichu. V tem času je spoznal veliko uglednih znanstvenikov in matematikov, med njimi Kleina, Hilberta, Minkowskega, Rungeja, Schwarzschilda in Voigta.
Leta 1909 so ga izvolili za profesorja na Univerzi v Göttingenu, kjer je delal do leta 1912 in se preselil na Univerzo v Chicagu. Leta 1919 je, potem ko je nekaj časa služil v nemški vojski, postal profesor na Univerzi v Frankfurtu, leta 1921 pa v Göttingenu.
Elektronskim in drugim snovnim valovom je pripisal verjetnostno, statistično naravo. Lego elektrona na določeni orbitali v atomu je, na primer, opisal z verjetnostjo, da tam najdemo elektron, namesto s točno določenim tirom kot v Bohrovem modelu atoma. Zelo podobno je tudi proučeval značilnosti kristalov.
Leta 1933 je moral zaradi prihoda nacistov na oblast, zapustiti Nemčijo. Do leta 1953 je živel v Združenem kraljestvu, nato pa se je vrnil domov. 
Leta 1954 je »za temeljne raziskave v kvantni mehaniki in še posebej za statistično interpretacijo valovne funkcije« skupaj z Bothejem prejel Nobelovo nagrado za fiziko.